# Збандуто Степан Федорович
Степан Федорович Збандуто  (1900 – 1983) – український радянський педагог, професор.

## Біографія
С. Ф. Збандуто народився 25 грудня 1900 року в с. Ялта на Катеринославщині.
В 1916 – 1920 роках навчався у Маріупольській вчительській семінарії.
В 1920 – 1923 роках вчителював у сільських школах Маріупольського повіту.
В 1923 – 1925 роках навчався у Дніпропетровському інституті народної освіти, а в 1925 – 1927 роках – в Одеському інституті народної освіти  (ОІНО).  В 1927 – 1930 роках був аспірантом Одеського ІНО. Потім викладав у вищих навчальних закладах Одеси.
В 1938 році захистив дисертацію на здобуття наукового ступеня кандидата педагогічних наук. Згодом присвоєно вчене звання доцента.
В 1939 – 1944  роках був проректором з наукової роботи Одеського державного університету. В 1939 – 1941 роках одночасно викладав в Одеському педагогічному інституті.  Під час нацистської навали знаходився в евакуації у Майкопі та Байрам-Алі.  В 1941 – 1947 роках завідував кафедрою  педагогіки  Одеського державного університету імені І. І. Мечникова.
В 1944 – 1973 роках  був завідувачем  кафедри педагогіки Одеського державного педагогічного інституту імені К. Д. Ушинського, а у 1973 – 1975 роках – професором - консультантом.  В 1947 – 1956  роках виконував обов’язки заступника директора (проректора) Одеського педагогічного інституту  з навчальної та наукової роботи.
В 1966 році за сукупністю праць присвоєно вчене звання професора.
Помер у 1983 році в м. Одеса.

## Наукова діяльність
До кола наукових інтересів входили: питання історії та теорії педагогіки, проблеми гуманізму. Є співавтором підручника з педагогіки для педагогічних училищ, автором навчального посібника для студентів вищих навчальних закладів.

### Окремі праці
- Збандуто С. Ф. Киевская академия в XVI - XVIII вв. // Советская педагогика. – 1946. – № 7. – С. 59 – 75.
- Збандуто С. Ф. Про виховання дисципліни в школі.// Наукові  записки Одеського державного педагогічного інституту ім. К. Д.Ушинського. — Т. VIII. — Одеса, 1947. — С. 157 - 176.

- Збандуто С.Ф. Некоторые вопросы воспитания социалистического гуманизма в школе. – Кишинев: Школа советикэ, 1951. – 48 c.
- Збандуто С. Ф. Організація и виховання учнівського колективу школи-інтернату (З досвіду роботи школи-інтернату № 1 м. Одеси). — Т. ХХ. Кафедра педагогіки і психології. — Одеса, 1957. — С. 137 - 159.
- Збандуто С. Ф. Про виховання дисципліни в школі.// Наукові  записки Одеського державного педагогічного інституту ім. К. Д.Ушинського. — Т. VIII. — Одеса, 1947. — С. 157 - 176.
- Збандуто С. Ф. Про виховання дисципліни в школі.// Наукові  записки Одеського державного педагогічного інституту ім. К. Д.Ушинського. — Т. VIII. — Одеса, 1947. — С. 157 - 176.

- Збандуто С. Ф. Педагогіка: навчальний посібник. – К.: Радянська школа, 1965. – 508 с.

- Збандуто С.Ф. Чувашский просветитель-гуманист, педагог-демократ И. Я. Яковлев и Украина// И. Я. Яковлев и его школа. –  Чебоксары: Чуваш.кн.изд-во, 1971. – С. 93 - 105.

- Збандуто С.Ф. Революционный гуманизм как фактор воспитания нового человека.// Ученые записки Московского областного педагогического института  им. Н. К. Крупской. Педагогика. – 1972. – Вып. 24. – С. 5 - 24.

## Нагороди
- Ордени Трудового Червоного Прапора, «Знак Пошани»

- Медаль А. С. Макаренка,

- Знак «Відмінник народної освіти УРСР».